# Геометријско-оптичке илузије
Геометријско-оптичке илузије су визуелне илузије, или оптичке илузије, у којим се геометријска својства посматраног објекта разликују од својстава одговарајућих објеката у видном пољу.

## Геометријска својства
Геометрија се концентрише на положај тачака и на дужину, оријентацију и закривљеност линија. Геометријско-оптичке илузије се односе на карактеристике објекта како их дефинише геометрија. Иако видимо у три димензије, у многим ситуацијама дубина може да се издвоји и пажња да се усмери на једноставни дводимензионални облик са својим x и y координатама.

## Илузије су у видном пољу
Док су њихови парњаци у посматрачевом објектном простору јавни и имају мерљива својства, илузије су приватне посматрачевом (људском или животињском) искуству. Ипак, оне су доступне вербалном описивању, или другим врстама комуникације, па чак и мерењу према психофизици. Техника поништавања је делимично корисна, при чему је посматраном објекту намерно дата супротна деформација у циљу разбијања илузије.

## Категорије визуелних илузија
Визуелне или оптичке илузије могу бити категоризоване према природи или разлици између објеката и перцепције. На пример, оне могу бити у осветљености или боји, тј. интензивна својства посматраног објекта, нпр Махове пруге. Илузије могу бити у њиховој локацији, величини, оријентацији или дубини, и оне се називају екстензивним. Када илузија садржи својства која потпадају у надлежност геометрије, тада је она геометријско-оптичка, што је термин који им је Ј.Ј. Опел, Немачки средњошколски професор, приписао у првом научном раду посвећеном овој теми, 1854. године. Термин је преузео Вилхелм Вунд, који се често сматра оснивачем експерименталне психологије, и сада се термин универзално користи.    Прво издање Робинсонове књиге посвећује 100 страна и преко 180 фигура ових илузија потврђујући њихову популарност.

## Примери геометријско-оптичких илузија
Геометријско-оптичке илузије које показују обичне црно беле цртеже, су најлакше за истраживање..Неколико примера је извучено са листе оптичких илузија. Они илуструју илузије положаја (Погендорфова илузија), дужине (Милер-Лајерова илузија), оријентације (Золнерова илузија, Минстербергова илузија или илузија испретуране шаховске табле и њене варијанте илузије зида кафеа), закривљености линија (Херингова илузија), величине (Делбоефова илузија) и вертикалне/хоризонталне анизотропије (Вертикално-хоризонтална илузија), у којој се вертикално проширење чини преувеличано.

## Слични феномени
Визуалне илузије по правилу би требало издвојити од сродних феномена. Неки једноставни објекти попут Некерове коцке су подложни различитим интерпретацијама, које се обично уочавају наизменично, једна по једна. Оне пре могу бити назване двосмисленим конфигурацијама, него илузијама, зато што виђено не мора увек заиста бити илузија. Конструкције Пенроузовог или Ешеровог типа су илузорне у смислу да тек на основу детаљне логичке анализе постаје очигледно да нису физички оствариве. Ако неко размишља о илузији као о нечему што се погрешно тумачи, и о заблуди када не постоји могућност да се логички докаже, разлику најбоље праве ефекти какви су троугао Канижа и илузорне контуре .

## Објашњења
Објашњења геометријско-оптичке илузије се заснивају на једном од два принципа деловања:
- физиолошки или одоздо навише, тражење узрока деформације у оптичкој визуализацији ока, или у погрешном усмеравању сигнала током неуронске обраде у мрежњачи или првим фазама мозга, примарном визуелном кортексу, или
- когнитивни или перцептивни, који сматра да је одступање од праве величине, облика или положаја узроковано додељивањем перцепције смисленој, али лажној или неприкладној класи објекта.

Прва фаза у операцијама које преносе информације са посматраног објекта, испред посматрача у њену неуронску репрезентацију у мозгу, а затим омогућавају да се перцепт појави, је сликање од стране ока и обрада неуронским колима у мрежњачи. Неке компоненте геометријско-оптичких илузија могу се приписати аберацијама (изобличењима) на том нивоу. Чак и ако ово не објашњава у потпуности илузију, овај корак је од помоћи јер поставља разрађене менталне теорије на сигурније место. Месечева илузија је добар пример. Пре него што се позовемо на концепте привидне удаљености и константности величине, помаже да будемо сигурни да се слика мрежњаче није много променила када месец изгледа све већи док се спушта ка хоризонту.
Једном када сигнали уђу из мрежњаче у визуелни кортекс, дешавају се бројне локалне интеракције. Конкретно, неурони су подешени на оријентацију посматраног објекта и тада њихов одговор зависи од контекста. Широко прихваћена интерпретација нпр. Погендорфове и Херингове илузије као ширење оштрих углова на пресецима линија, пример је успешне имплементације физиолоског објашњења геометријско-оптичке илузије "одоздо навише".
Међутим, скоро све геометријске илузије имају компоненте које физиологија тренутно не може да објасни. Тако да има простора за предлоге из дисциплина перцепције и сазнања. Везано за илустрацију: уместо да их тумачимо као само пар косих линија унутар којих се један објекат чини мањим од идентичног ближег тачки конвергенције, Понзо образац се може узети за железничку пругу приказану као цртеж у перспективи. Бачва која лежи унутар шина би морала да буде физички шира да покрије повећани део ширине колосека да је даље. Последица је процена да се цеви разликују по пречнику, а да је њихова физичка величина на цртежу једнака.
Научна студија ће укључити признање да је представа визуелне речи оличена у стању нервног система организма у време када се илузија доживи. У дисциплини експерименталне неуронауке, утицај "одозго надоле" има значење да сигнали који потичу из виших неуронских центара, складишта меморијских трагова, урођених образаца и операција одлучивања, путују доле до нижих неуронских кола где изазивају померање равнотеже ексцитације у скренути правац. Такав концепт треба разликовати од приступа "одоздо навише" који би тражио аберације које су наметнуте улазу на његовом путу кроз сензорни апарат. Неурална сигнализација "одозго надоле" била би прикладна имплементација гешталт концепта који је објавио Макс Вертхајмер  да су „особине било ког од делова одређене интринзичним структурним законима целине“.

## Математичка трансформација
Када објекти и повезане перцепције, у својим просторима, одговарају једни другима, али са деформацијама које се могу описати у смислу геометрије, настоје да траже трансформације, које не морају увек бити Еуклидске,  које их пресликавају једна на другу. Примена диференцијалне геометрије до сада није била нарочито успешна  Архивирано на веб-сајту  (25. март 2012) , разноликост и сложеност феномена, значајне разлике међу појединцима и зависност од контекста, претходног искуства и инструкција представљају велик изазов за задовољавајуће формулације. 